# USS Kidd (DDG-100)
El USS Kidd (DDG-100) es el 49.º destructor de la clase Arleigh Burke de la Armada de los Estados Unidos, en servicio desde 2007.

## Nombre
Su nombre honra a Isaac C. Kidd, contraalmirante y jefe del Estado Mayor del Battleships, Battle Force, muerto en 1941 a bordo del acorazado USS Arizona durante el ataque a Pearl Harbor.

## Construcción

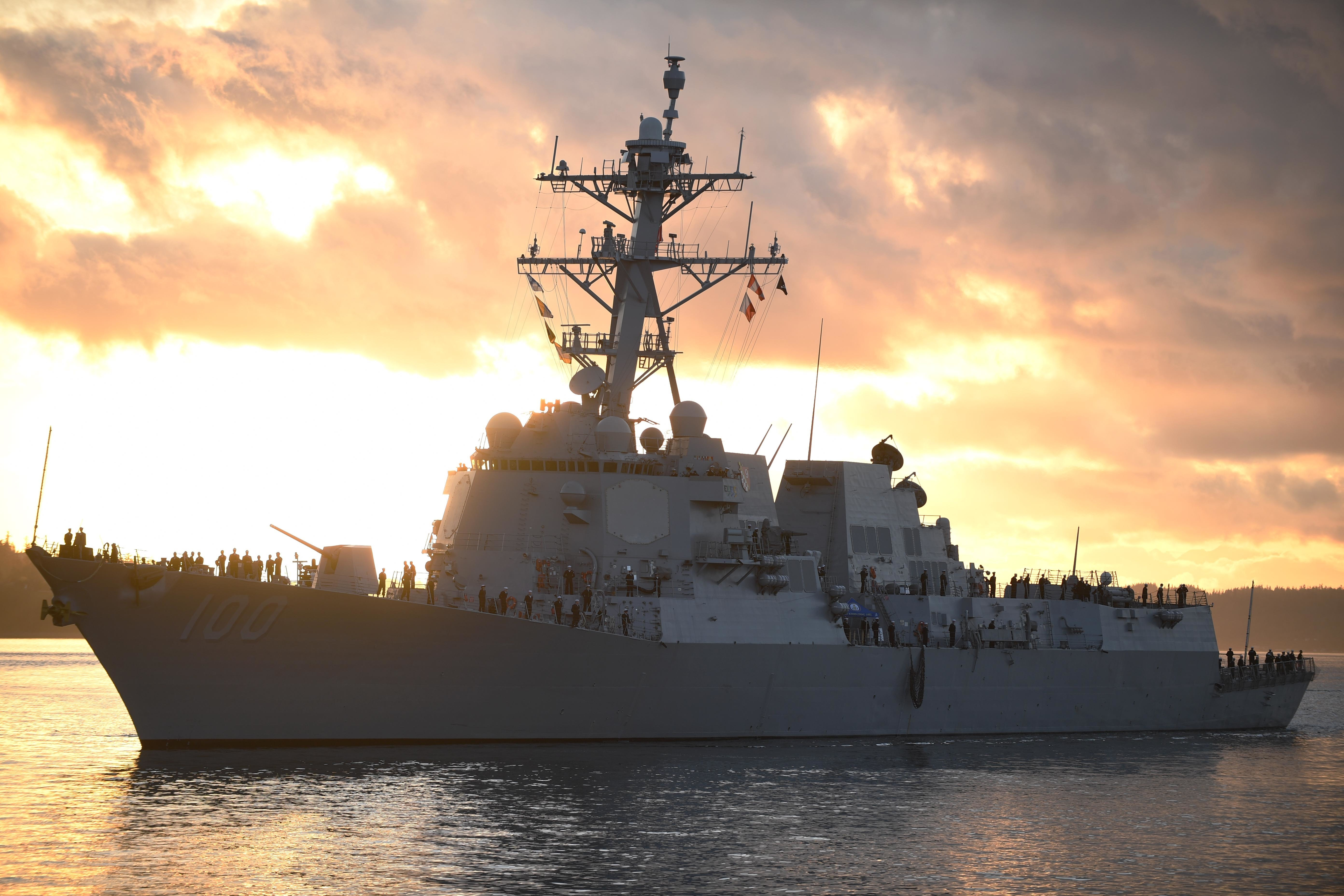
El USS Kidd (DDG-100) en el año 2016.

Fue colocada la quilla el 1.º de marzo de 2004 y el casco botado el 15 de diciembre del mismo año. Fue bautizado el 22 de enero de 2005. Fue asignado el 9 de junio de 2007.